# VHS
 For alternative betydninger, se VHS (flertydig). (Se også artikler, som begynder med VHS)
VHS, fork. for Video Home System, er en standard for videobånd udviklet af japanske JVC.
Video Home System blev sendt på markedet i 1976 og blev i løbet af de første år kastet ud i en formatkrig med konkurrenten Sonys Betamax-standard og Philips' Video 2000. På trods af at både Betamax og Video 2000 præsterede en bedre teknisk kvalitet, lykkedes det VHS at etablere sig som de facto standard i løbet af 1980'erne.
VHS-båndet indsættes i kassetterummet i en VHS-maskine, som kan læse og skrive på et VHS-bånd. I kasetterummet føres båndet forbi flere faste elektromagnetiske hoveder, blandt andet et slettehoved og hoveder, der kan læse og skrive båndets langsgående lyd- og kontrolspor.
Videosignalet skrives og aflæses af videohoveder, der sidder på en roterende tromle kaldet videotromlen. Tromlen er skråstillet i forhold til båndet, så videosporene kommer til at ligge skråt på båndet. Den roterende tromle bruges for at opnå den relativt store hastighed mellem bånd og videohoveder, der er nødvendig for at skrive eller læse det højfrekvente videosignal på båndet. Mens selve båndet bevæger sig med 2,339 cm/s i normal hastighed, bevæger videohovederne sig hen over båndet med flere meter i sekundet.
Dimensionerne (bredde) for S-VHS-C, VHS-C, S-VHS og VHS-bånd er ½ ″ (1,27 cm).

## Lyd
På de første VHS-maskiner blev lyden kun optaget på et monospor, der lå på langs af båndet. På grund af den lave båndhastighed var lydkvaliteten ikke særlig god. Senere blev stereomaskiner udviklet. På disse maskiner bliver lyden også optaget af hoveder på den roterende tromle – i stereo og i langt bedre kvalitet.

## Bånd
Der er T- og E-standarder for båndene. T-standarden er tilpasset hastigheden i en maskine til det amerikanske NTSC-system. E-standarden er tilpasset hastigheden i en maskine til det tyske PAL-system og det franske SECAM-system.
| Bånd                     | Længde | Længde      | Optagetid (NTSC) | Optagetid (NTSC) | Optagetid (NTSC)              | Optagetid (PAL/SECAM) | Optagetid (PAL/SECAM) | Optagetid (PAL/SECAM) |
| Bånd                     | meter  | engelsk fod | Standard Play    | Long Play        | Extended Play/Super Long Play | Standard Play         | Long Play             |                       |
| ------------------------ | ------ | ----------- | ---------------- | ---------------- | ----------------------------- | --------------------- | --------------------- | --------------------- |
| T-120                    | 247,5  | 812         | 120 minutter     | 240 minutter     | 360 minutter                  | 169 minutter          | 338 minutter          |                       |
| T-180                    | 368,8  | 1210        | 180 minutter     | 360 minutter     | 540 minutter                  | 253 minutter          | 507 minutter          |                       |
| T-210 (sjælden)          | 433,1  | 1421        | 210 minutter     | 420 minutter     | 630 minutter                  | 294 minutter          | 592 minutter          |                       |
| DF480 (svarer til T-240) | 495    | 1624        | 240 minutter     | 480 minutter     | 720 minutter                  | 340 minutter          | 680 minutter          |                       |
| E-120                    | 173,7  | 570         | 83 minutter      | 172 minutter     | 258 minutter                  | 120 minutter          | 240 minutter          |                       |
| E-180                    | 259,4  | 851         | 129 minutter     | 258 minutter     | 387 minutter                  | 180 minutter          | 360 minutter          |                       |
| E-240                    | 348,1  | 1142        | 173 minutter     | 346 minutter     | 519 minutter                  | 240 minutter          | 480 minutter          |                       |

Positionen som standard blev bibeholdt op i 90'erne, men blev vendt da DVD mediet blev lanceret i 1995.
I dag er man for længst holdt op med at udgive film i VHS-format. Det er afløst af dvd'en, og det er kun et spørgsmål om tid før mediet er endeligt dødt. I 2008 stoppede JVC produktionen af VHS-maskiner. Det er svært at finde en VHS-maskine der ikke er kombineret med dvd afspiller. Men Panasonic er begyndt at producere kombinerede Blu-ray- og VHS-maskiner. På det amerikanske marked findes afspilleren Panasonic DMP-BD70VK, og på det japanske marked findes Panasonic DIGA DMR-BR360V der kan optage. Det vides ikke, om der kommer sådan en maskine der er tilpasset europæiske Blu-ray- og dvd-regionskoder og PAL/DVB-T/DVB-C-systemer.